# Chronologie de la Nouvelle-Écosse
L'actualité en Nouvelle-Écosse, par année.

## Depuis son entrée dans la confédération canadienne
En tant que Province

### Années 1860
- 1867 en Nouvelle-Écosse
- 1868 en Nouvelle-Écosse
- 1869 en Nouvelle-Écosse

### Années 1870
- 1870 en Nouvelle-Écosse
- 1871 en Nouvelle-Écosse
- 1872 en Nouvelle-Écosse
- 1873 en Nouvelle-Écosse
- 1874 en Nouvelle-Écosse
- 1875 en Nouvelle-Écosse
- 1876 en Nouvelle-Écosse
- 1877 en Nouvelle-Écosse
- 1878 en Nouvelle-Écosse
- 1879 en Nouvelle-Écosse

### Années 1880
- 1880 en Nouvelle-Écosse
- 1881 en Nouvelle-Écosse
- 1882 en Nouvelle-Écosse
- 1883 en Nouvelle-Écosse
- 1884 en Nouvelle-Écosse
- 1885 en Nouvelle-Écosse
- 1886 en Nouvelle-Écosse
- 1887 en Nouvelle-Écosse
- 1888 en Nouvelle-Écosse
- 1889 en Nouvelle-Écosse

### Années 1890
- 1890 en Nouvelle-Écosse
- 1891 en Nouvelle-Écosse
- 1892 en Nouvelle-Écosse
- 1893 en Nouvelle-Écosse
- 1894 en Nouvelle-Écosse
- 1895 en Nouvelle-Écosse
- 1896 en Nouvelle-Écosse
- 1897 en Nouvelle-Écosse
- 1898 en Nouvelle-Écosse
- 1899 en Nouvelle-Écosse

### Années 1900
- 1900 en Nouvelle-Écosse
- 1901 en Nouvelle-Écosse
- 1902 en Nouvelle-Écosse
- 1903 en Nouvelle-Écosse
- 1904 en Nouvelle-Écosse
- 1905 en Nouvelle-Écosse
- 1906 en Nouvelle-Écosse
- 1907 en Nouvelle-Écosse
- 1908 en Nouvelle-Écosse
- 1909 en Nouvelle-Écosse

### Années 1910
- 1910 en Nouvelle-Écosse
- 1911 en Nouvelle-Écosse
- 1912 en Nouvelle-Écosse
- 1913 en Nouvelle-Écosse
- 1914 en Nouvelle-Écosse
- 1915 en Nouvelle-Écosse
- 1916 en Nouvelle-Écosse
- 1917 en Nouvelle-Écosse
- 1918 en Nouvelle-Écosse
- 1919 en Nouvelle-Écosse

### Années 1920
- 1920 en Nouvelle-Écosse
- 1921 en Nouvelle-Écosse
- 1922 en Nouvelle-Écosse
- 1923 en Nouvelle-Écosse
- 1924 en Nouvelle-Écosse
- 1925 en Nouvelle-Écosse
- 1926 en Nouvelle-Écosse
- 1927 en Nouvelle-Écosse
- 1928 en Nouvelle-Écosse
- 1929 en Nouvelle-Écosse

### Années 1930
- 1930 en Nouvelle-Écosse
- 1931 en Nouvelle-Écosse
- 1932 en Nouvelle-Écosse
- 1933 en Nouvelle-Écosse
- 1934 en Nouvelle-Écosse
- 1935 en Nouvelle-Écosse
- 1936 en Nouvelle-Écosse
- 1937 en Nouvelle-Écosse
- 1938 en Nouvelle-Écosse
- 1939 en Nouvelle-Écosse

### Années 1940
- 1940 en Nouvelle-Écosse
- 1941 en Nouvelle-Écosse
- 1942 en Nouvelle-Écosse
- 1943 en Nouvelle-Écosse
- 1944 en Nouvelle-Écosse
- 1945 en Nouvelle-Écosse
- 1946 en Nouvelle-Écosse
- 1947 en Nouvelle-Écosse
- 1948 en Nouvelle-Écosse
- 1949 en Nouvelle-Écosse

### Années 1950
- 1950 en Nouvelle-Écosse
- 1951 en Nouvelle-Écosse
- 1952 en Nouvelle-Écosse
- 1953 en Nouvelle-Écosse
- 1954 en Nouvelle-Écosse
- 1955 en Nouvelle-Écosse
- 1956 en Nouvelle-Écosse
- 1957 en Nouvelle-Écosse
- 1958 en Nouvelle-Écosse
- 1959 en Nouvelle-Écosse

### Années 1960
- 1960 en Nouvelle-Écosse
- 1961 en Nouvelle-Écosse
- 1962 en Nouvelle-Écosse
- 1963 en Nouvelle-Écosse
- 1964 en Nouvelle-Écosse
- 1965 en Nouvelle-Écosse
- 1966 en Nouvelle-Écosse
- 1967 en Nouvelle-Écosse
- 1968 en Nouvelle-Écosse
- 1969 en Nouvelle-Écosse

### Années 1970
- 1970 en Nouvelle-Écosse
- 1971 en Nouvelle-Écosse
- 1972 en Nouvelle-Écosse
- 1973 en Nouvelle-Écosse
- 1974 en Nouvelle-Écosse
- 1975 en Nouvelle-Écosse
- 1976 en Nouvelle-Écosse
- 1977 en Nouvelle-Écosse
- 1978 en Nouvelle-Écosse
- 1979 en Nouvelle-Écosse

### Années 1980
- 1980 en Nouvelle-Écosse
- 1981 en Nouvelle-Écosse
- 1982 en Nouvelle-Écosse
- 1983 en Nouvelle-Écosse
- 1984 en Nouvelle-Écosse
- 1985 en Nouvelle-Écosse
- 1986 en Nouvelle-Écosse
- 1987 en Nouvelle-Écosse
- 1988 en Nouvelle-Écosse
- 1989 en Nouvelle-Écosse

### Années 1990
- 1990 en Nouvelle-Écosse
- 1991 en Nouvelle-Écosse
- 1992 en Nouvelle-Écosse
- 1993 en Nouvelle-Écosse
- 1994 en Nouvelle-Écosse
- 1995 en Nouvelle-Écosse
- 1996 en Nouvelle-Écosse
- 1997 en Nouvelle-Écosse
- 1998 en Nouvelle-Écosse
- 1999 en Nouvelle-Écosse

### Années 2000
- 2000 en Nouvelle-Écosse
- 2001 en Nouvelle-Écosse
- 2002 en Nouvelle-Écosse
- 2003 en Nouvelle-Écosse
- 2004 en Nouvelle-Écosse
- 2005 en Nouvelle-Écosse
- 2006 en Nouvelle-Écosse
- 2007 en Nouvelle-Écosse
- 2008 en Nouvelle-Écosse
- 2009 en Nouvelle-Écosse

### Années 2010
- 2010 en Nouvelle-Écosse
- 2011 en Nouvelle-Écosse
- 2012 en Nouvelle-Écosse
- 2013 en Nouvelle-Écosse
- 2014 en Nouvelle-Écosse
- 2015 en Nouvelle-Écosse
- 2016 en Nouvelle-Écosse
- 2017 en Nouvelle-Écosse
- 2018 en Nouvelle-Écosse
- 2019 en Nouvelle-Écosse

### Années 2020
- 2020 en Nouvelle-Écosse
- 2021 en Nouvelle-Écosse
- 2022 en Nouvelle-Écosse
- 2023 en Nouvelle-Écosse
- 2024 en Nouvelle-Écosse
- 2025 en Nouvelle-Écosse
- 2026 en Nouvelle-Écosse
- 2027 en Nouvelle-Écosse
- 2028 en Nouvelle-Écosse
- 2029 en Nouvelle-Écosse